# Discus gomerensis
Discus gomerensis is een slakkensoort uit de familie van de Discidae. De wetenschappelijke naam van de soort is voor het eerst geldig gepubliceerd in 1994 door Rahle.